# 데일리펀딩
데일리펀딩은 2017년 5월 설립한 핀테크 스타트업이다. 온라인 플랫폼을 통해 대출자와 투자자를 연결하는 온라인투자연계금융업(온투업)에 속해 있다. 2021년 9월 8일 온투업에 등록됨에 따라 제도권 금융을 영위 중이다.
데일리펀딩은 은행에서 대출이 불가능한 사람을 대상으로 상품을 구성한다고 알려져 있다. 대표적으로 중소기업 운영자금, 스타트업 전용 대출을 통해 자금 경색을 겪는 기업에 운영자금을 공급한다. 개인사업자 전용 대출이나 대학생, 2030 청년 등을 대상으로도 맞춤형 상품을 운영한다. 이외에도 다른 온투업사에서 가장 많이 다루는 주택담보대출(아파트담보대출)도 취급 중이다.

## 투자자 서비스
투자자 전용 애플리케이선을 간편투자앱으로 개편해 서비스하고 있다. 안 쓰는 포인트를 전환하거나 포인트를 적립해 투자할 수도 있다.
대출자의 신분증과 실제 얼굴을 비교하는 NHN Cloud의 안면인증 시스템을 도입하고, 이와 더불어 안티 스푸핑 기술도 적용하는 등 핀테크 보안 인프라를 강화하고 있다.
미성년자 투자 서비스도 오픈해 청소년들도 온투업에 투자할 수 있도록 했다.

## 연혁
| 날짜     | 내용                                                                                        |
| -------- | ------------------------------------------------------------------------------------------- |
| 2017. 08 | 1호 상품 론칭                                                                               |
| 2018. 10 | 누적대출액 1,000억 원 돌파                                                                  |
| 2019. 04 | 누적대출액 2,000억 원 돌파                                                                  |
| 2019. 09 | 연세대 사회혁신 익스턴십 협약                                                               |
| 2019. 10 | 누적대출액 3,000억 원 돌파                                                                  |
| 2020. 05 | 누적대출액 5,000억 원 돌파                                                                  |
| 2020. 06 | 학자금대출 상환관리 플랫폼 ‘올라플랜’ 출시(현 토스 인수)                                    |
| 2020. 11 | ‘데일리캠퍼스론‘ 출시                                                                       |
| 2021. 06 | ‘상호소통형 신용대출‘ 특허등록                                                              |
| 2021. 09 | 온라인투자연계금융업 등록                                                                   |
| 2021. 11 | 누적대출액 7,000억 원 돌파                                                                  |
| 2022. 06 | 스타트업 전용 상품 출시 신한오픈이노베이션 5기 ‘신한카드' 선정 우수협업팀(1위) 선발"        |
| 2022. 10 | 우리카드 포인트 전환 서비스 업무 제휴                                                       |
| 2022. 11 | 클라우드 네이티브 앱 전환                                                                   |
| 2022. 12 | 2022 대한민국 위치기반 서비스 공모전 '한국인터넷진흥원장상' 수상                            |
| 2023. 01 | 올인원 자동화 대출 서비스 3.0 개발                                                          |
| 2023. 06 | 누적대출액 8,000억 원 돌파                                                                  |
| 2023. 07 | NHN페이코 포인트 전환 서비스 업무 제휴                                                      |
| 2023. 09 | ‘My Daily 동네상권 사장님 대출‘ 출시                                                        |
| 2023. 11 | 미성년자 비대면 계좌개설 및 투자 서비스 론칭 ‘직장인 신용대출’ 출시                         |
| 2024. 04 | ‘전자계약시스템' 자체 개발                                                                  |
| 2024. 05 | 누적대출액 9,000억 원 돌파                                                                  |
| 2024. 06 | 'My Daily 사장님 간편 대출'(소상공인 전용 대출) 리뉴얼 오픈 혁신성장유형 벤처기업 인증 갱신 |
| 2024. 07 | 교육부-대한상공회의소 주관 2024년 산학협력 우수기업 선정                                    |

1. ↑  박, 광범 (2021.09.08). “데일리펀딩 등 4개사 온투업 추가 등록”. 《머니투데이》. 2024.05.17에 확인함.
2. ↑  오, 정인 (2022.07.15). “스타트업 투자 '혹한기'…데일리펀딩, 온투업 최초 전용 상품 출시”. 《SBS biz》. 2024.05.17에 확인함.
3. ↑  홍, 승희 (2023.09.14). “데일리펀딩, 신한카드 손잡고 ‘동네상권 사장님 대출’ 출시”. 《헤럴드경제》. 2024.05.17에 확인함.
4. ↑  강, 민성 (2020.11.03). “제로금리 대학생 캠퍼스론”. 《디지털타임스》. 2024.05.17에 확인함.
5. ↑  김, 광우 (2022.10.07). ““금융 이력 없어도 가능”…데일리펀딩, 2030 맞춤형 ‘비상금 대출’ 출시”. 《헤럴드경제》. 2024.05.17에 확인함.
6. ↑  정, 태현 (2022.11.28). “‘60대도 편하게’…데일리펀딩, 앱 전면 개편”. 《대한금융신문》. 2024.05.17에 확인함.
7. ↑  강, 진희 (2023.07.05). “데일리펀딩, 'NHN페이코'와 포인트 전환 제휴”. 《벤처스퀘어》. 2024.05.17에 확인함.
8. ↑  지, 웅배 (2023.10.20). “"신분증 도용 자동으로 차단"…데일리펀딩, 이상거래탐지 고도화”. 《SBS biz》. 2024.05.17에 확인함.
9. ↑  백, 주원 (2023.11.28). “"MZ 다음은 잘파"…서비스 쏟아내는 금융권”. 《서울경제》. 2024.05.17에 확인함.